# 대한민국 소방방재청
소방방재청(消防防災廳, National Emergency Management Agency 약칭 : 방재청, NEMA)은 소방·방재·민방위운영 및 안전관리에 관한 사무를 관장하는 대한민국의 옛 중앙행정기관이다. 2004년 6월 1일 행정자치부 소방국을 개편하여 발족하였으며, 서울특별시 종로구 세종대로 209 정부서울청사에 위치하고 있었다. 기관장은 차관급 정무직 공무원 또는 소방총감으로 보했다.
112만 개의 국민서명이 국회에 제출되어 발의된 대한민국 최초의 국민서명에 의해 설립된 국가기관이다. 당시 국민서명의 목적 중 그 첫 번째는 소방관의 처우 개선이다.
2014년 11월 19일 국민안전처가 신설되어 국민안전처(중앙소방본부)로 업무가 이관되어 폐지되었다.

## 설치 근거 및 소관 업무
- 정부조직법 [대통령령 7186호, 2004.03.11 일부개정] 제33조[3]
- 소방방재청과그소속기관직제 [대통령령 제18390호, 2004.05.24 제정] 제3조[4]

## 연혁

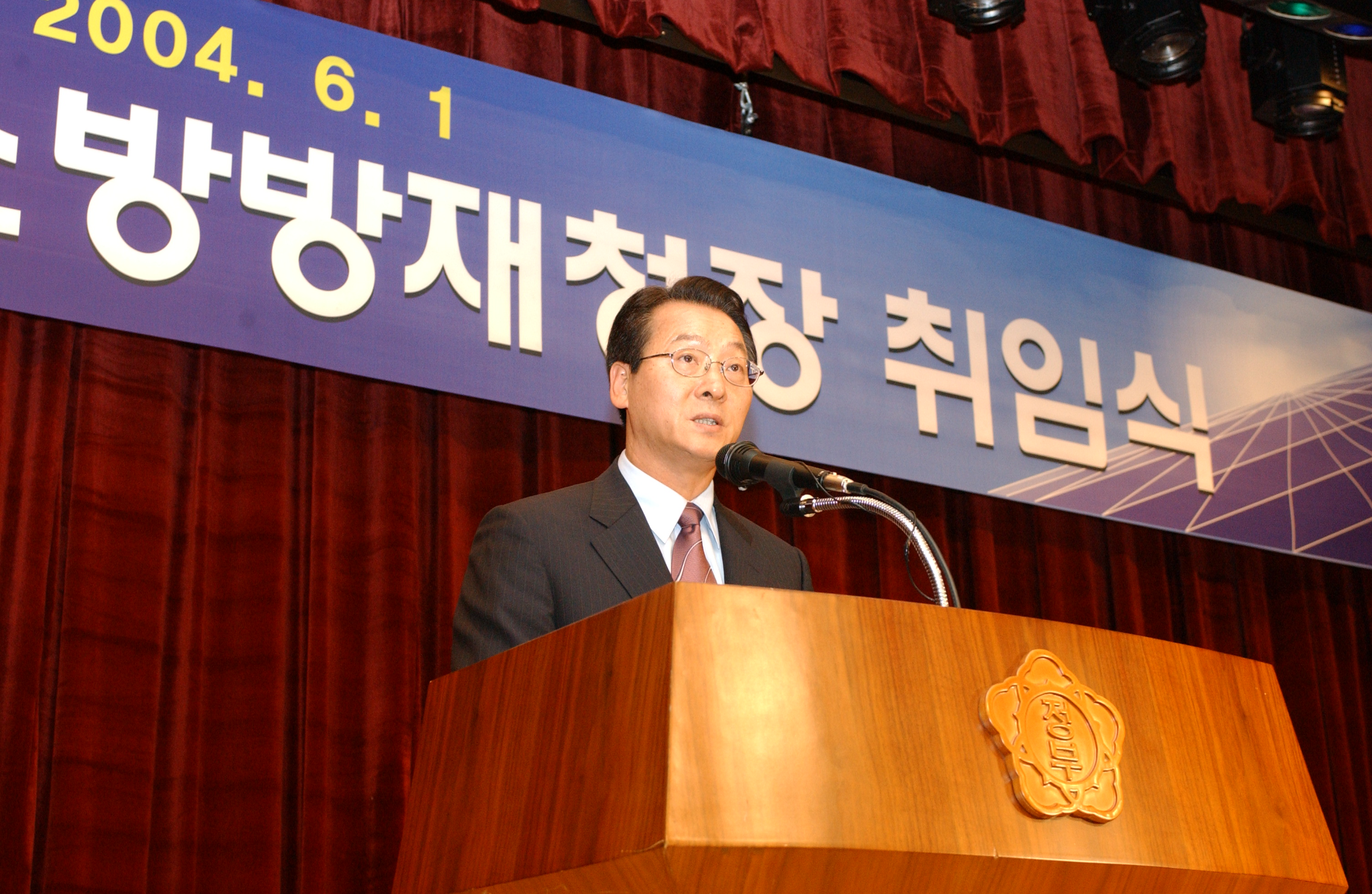
초대 소방방재청장 권욱 취임식

- 1975년 8월 26일 - 내무부의 소속기관으로 소방국을 설치.[5]
- 1989년 12월 : 국회본회의에서 소방국장에 소방공무원을 보하는 것을 결정.
- 1994년 : 최형우 내무부 장관 소방청 독립 발언.
- 1998년 2월 28일 : 행정자치부로 소속 변경.[6]
- 1998년 : 행자부 소방국 주무과장의 보직 변경(일반직 → 소방공무원).
- 1999년 : 김충조 의원 외 23명 소방청 법률안 상정.
- 2000년 11월 : 소방청 설립을 위한 대국민 공청회(119매거진 | 세종문화회관).
- 2000년 11월 : 소방관 처우 개선 및 소방청 설립을 위한 대국민 서명운동 시작.
- 2001년 7월 : 행정자치부 소방국 CI가 비둘기에서 새매로 교체.
- 2004년 6월 1일 : 행정자치부의 외청으로 소방방재청을 설치.[7]
- 2008년 2월 29일 : 행정안전부의 외청으로 소속 변경.[8]
- 2013년 3월 23일 : 안전행정부의 외청으로 소속 변경.[9]

## 조직

### 차장
- 운영지원과[11]

#### 기획조정관[12]
- 기획재정담당관[13]
- 창조행정담당관[14]
- 법무감사담당관[13]
- 정보화담당관[15]

#### 예방안전국[16]
- 예방전략과[17]
- 민방위과[18]
- 안전제도과[19]
- 재난대비과[18]

#### 소방정책국[20]
- 소방정책과[17]
- 소방제도과[21]
- 방호조사과[21]
- 소방산업과[21]

#### 방재관리국[22]
- 방지대책과[17]
- 복구지원과[18]
- 재해경감과[18]
- 기후변화대응과[18]
- 재해영향분석과[18]
- 지진방재과[17]

#### 119구조구급국[20]
- 119구조과[21]
- 119구급과[21]
- 119생활안전과[21]

## 소속 기관
- 중앙소방학교
- 중앙민방위방재교육원
- 중앙119구조본부

## 비판
미국 FEMA의 경우 허리케인 카트리나가 2005년 뉴올리언스를 치고간 이후 재난대응과 현장경험을 가장 중요시해 청장에 소방관 출신의 인사만 임명되었고, 일본의 경우도 소방청 장관은 소방공무원이 맡고 있으나, 대한민국 소방방재청은 퇴직한 소방공무원인 최성룡 전 청장(3대)을 제외하고는 초대, 2대, 4대 청장은 현장경험이 전무한 일반직 공무원으로 임명되었다. 그러나 2011년 7월에 기술고시 출신의 박연수 청장에 대한 일선 소방서장의 정책비판 글 이 큰 반향을 일으켜 결국 청장이 사임을 하고, 소방방재청 개청이래 최초의 현직소방관인 이기환(소방총감) 5대 청장이 임명되었다.
소방방재청은 전체 예산의 85%가 방재 예산으로 할당 되어 있어 소방공무원 및 소방조직보다 방재에 치우쳐 있다는 비판을 받고 있으며, 소방공무원에 대한 처우개선 및 소방장비 교체를 위한 예산확보 및 정책집행을 제대로 수행하지 못하자 지방조직으로 이원화된 소방조직을 경찰조직처럼 국가조직으로 일원화하는 독립소방청 신설의 여론이 들끓고 있다. 실제 재정이 열악한 지방단체의 소방조직에 대한 국가의 국비지원율은 2%대로 이는 OECD 국가의 평균 국비지원율인 67.7%에 비해 한참 모자란 수치이다.

## 사건·사고 및 논란

### 소방청 독립 논란
2006년 10월 16일 울산종합일보에 따르면 정갑윤 의원(한나라당·울산 중구)이 소방관련학과 교수 50명과 소방공무원 150명을 대상으로 2006년 10월 초 한국사회여론연구소에 의뢰해 실시한 ‘국가재난관리체제 실태와 개선방안’ 여론조사 결과 소방공무원의 64%가 소방방재청의 문제점으로 ‘일반직 중심으로 구성되어 전문성이 부족하다는 점’을 들었고, 91.3%가 소방청 독립을 찬성하는 것으로 나타나 ‘현재 조직 내에 일반직과 소방직간의 갈등이 심각한 수준’임이 확인됐다.
2007년 11월 9일 45주년 소방의 날을 맞아 소방발전협의회 등 소방 관련단체들은 서울 광화문 정부중앙청사 앞에서 기자회견을 열고, 소방방재청에서 소방부문을 독립시켜야 한다고 주장했다. 참가단체들은 소방방재청 본청 정원 중 23%만이 소방직에 안배돼 있어 국민 안전을 책임져야 할 현장대응 조직의 발전이 어렵다며, 소방방재청에서 소방부문을 분리해 소방청으로 독립시켜야 한다고 주장했다.
2008년 4월 행정안전부 재난안전실은 소방방재청과 업무중복에 따른 갈등·혼선 문제 등을 해결하기 위해 9개월간 ‘통합적재난안전관리체계구축기획단을 운영해 중·장·단기 추진 계획을 수립하고 수백억원의 예산을 투입해 ’체계구축‘에 박차를 가했다. 강성주 행정안전부 재난안전실 재난안전정책과장은 “국회 행정안전위원회에서 수차례 ‘소방청 왜 독립하지 않느냐’고 이야기가 나오고 있지만 우리 부처에서 소방청 독립에 대해 진행되는 것은 없다”고 말했다.
2011년 10월 31일 내일신문과의 인터뷰에서 이기환 소방방재청장이 "소방청 신설에 대한 정부정책 방향이 결정되지 않아 현직 청장으로써 적극적으로 말하기는 곤란하다"면서도 "개인적으론 독립조직인 소방청 신설에 찬성한다"고 말했다.
2012년 2월 3일 저녁부터 다음날 새벽까지 이기환 소방방재청장이 일선 소방서에서 1박 2일 ‘특근’을 했다. 출동 과정의 문제점과 화재 진압·구급 장비가 제대로 작동하는지 등을 눈으로 확인하기 위한 비상 출동태세 점검 근무였다. 이 자리에서 이기환 청장은 그래서 “소방업무를 전담할 소방청 신설이 시급하다.”고 강조했다. 소방 업무의 영역이 넓어졌고, 자체 기관을 운영할 역량도 커졌다고 주장했다. 그는 “급한 대로 소방정책국 외에 구조구급국을 올해 중으로 신설하고, 소방산업과를 소방산업국으로 확대 편성하는 것을 추진하고 있다.”고 설명했다.
2012년 7월 25일 안전저널에 따르면 국회입법조사처는 ‘19대 국회 전반기 주요 입법·정책 현안’보고서에서 소방청으로의 독립에 관한 요구와 논란은 19대 국회와 다음 정부에서도 지속될 것으로 예상된다고 밝혔다. 이와 관련하여 국회입법조사처 정치행정조사실 행정안전팀의 한 관계자는 “최근 이기환 소방방재청장은 소방의 업무영역과 운영 역량 등을 고려할 때 소방청 신설을 검토할 충분한 여건이 갖춰졌다고 생각한다고 밝힌 바 있다”라며 “하지만 각종 재난이 대형화·복잡화되는 상황에서 청 단위 조직으로는 이에 대처하기 어렵다는 반대 주장도 설득력을 얻고 있는 상황”이라고 밝혔다.
2012년 12월 10일 독립된 소방청을 염원하는 소방인들이 모여 발족한 독립소방청추진위원회는 한국화재보험협회 대강당에서 차기 정부의 독립 소방청 신설에 대한 토론회를 개최했다. 이 자리에서 독립소방청추진위원회 공동대표를 맡고 있는 목원대학교 송용선 교수는 “새롭게 구성될 차기 정부는 실패한 소방방재청 조직을 더 이상 수수방관해서는 안될 것이다”며 “모든 소방공무원들의 오랜 숙원이자 국민 모두가 원하는 독립된 소방청을 신설해야 한다”고 강조하며 독립 소방청 신설의 당위성을 역설했다. 토론회에 참석한 김엽래 전국대학소방학과교수협의회장과 신현철 한국소방안전협회장, 최진 한국소방시설협회장 역시 격려사를 통해 독립 소방청의 필요성을 전하며 계획에 동참할 뜻을 밝히기도 했다.
2013년 2월 6일 전현직 소방관들의 온라인 모임인 소방의소리 운영자 박명식(66)이 강원도청에서 기자회견을 열고 소방청 독립에 대한 국민들의 관심을 촉구했다. 31년 경력의 전직 소방관으로 속초소방서 행정과장을 끝으로 2007년 12월 퇴직해 소방발전협의회장을 역임하기도 한 박명식은 "소방관들의 참사가 발생하면 정치권과 언론 등은 어김없이 소방청 독립설치, 인력 증원, 처우개선 등의 약속을 남발하지만 시간이 지나면 그만"이라고 토로했다.
2014년 1월 4일 소방신문에 따르면 김현 의원(국회의원, 민주통합당)이 소방방재청 국정감사에서 소방과 방재가 혼재되어 있는 소방방재청이 지난 2004년 복합 재난대응기관을 목표로 설립했던 본래의 목적과는 달리 소방과 방재의 갈등으로 인해 비효율적으로 운영되고 있다고 비판했다. 이어 경찰과 소방 모두 국민의 안전과 생명을 지키는 조직임에도 불구, 소방방재청의 경우 지휘부에 대한 인사의 독립성이 경찰보다 매우 약한 것으로 나타나 앞으로 계속해서 소방내부에서 청장과 차장을 발탁할 수 있는 방향으로 전환되어야 한다면서 대한민국 국민의 안전과 생명을 지키느라 연일 음지에서 고생하고 있는 소방공무원들의 진정한 복지증진을 위해서라도 기존의 방재와 민방위는 안전행정부로 이관하고 소방과 응급구조만을 담당하는 독립소방청으로 개편되어야 한다고 강조했다.
2014년 6월 2일 소방방재청이 신설되는 국가안전처에 '소방청'을 별도 설치해줄 것을 공식 요청하였다. 또 중앙과 지방의 소방조직 지휘체계 확립을 위해 '소방청(본부)-지방소방청-소방서' 체계를 구축하는 방안이 바람직하다는 입장도 전달했다. 소방방재청 관계자는 연합뉴스와의 통화에서 "소방조직 쪽에서 그러한 (소방청 독립)의견이 있어 정부조직법 개정안 입법예고 기간에 소방방재청의 의견으로 제출했다"고 밝혔다.
2014년 6월 20일 한국화재소방학회(회장 백동현)는 서울 여의도 한국화재보험협회 대강당에서 시민·학계·소방인 등 400여명이 참석한 가운데 ‘효율적인 재난대응의 소방정책과 정부조직법’이라는 주제로 정책 대토론회를 개최했다. 이날‘독립 소방청의 효율과 타당성’에 대해 주제발표를 맡은 이기환 교수(경일대·전 소방방재청장)는 “소방의 중요성이 증가되고 있는 상황에서 소방조직이 비전문가인 행정관료들에 의해 좌지우지돼서는 안된다”며 “재난과 가장 밀접한 부서인 소방방재청을 해체하면서 재난 컨트롤타워인 국가안전처를 만들어 가고 있는 정부조직법은 비정상적인 것”이라고 비판했다.
이창원 한성대학교 교수도 “현 소방방재청은 행정·소방·기술직이 ‘한 지붕 세 가족’ 형태로 모여있다. 현재는 안정된 모습을 갖추고 있지만 2004년 개청 당시에는 서로 중요한 포지션을 차지하기 위해 보이지 않는 경쟁과 알력이 있었다”며 “이제 안전과 관련된 ‘국가안전처’라는 거대조직이 만들어지려 한다. 거대조직 내부에 소방·해경·일반·방재직렬 등 이질적인 조직이 조합되면 과거 소방청이 겪었던 혼란보다 훨씬 더 많은 갈등과 문제점을 안게 될 것”이라고 지적했다. 이어 “국민들은 ‘119에 전화하면 모든 것을 해결해준다’고 알고 있다”며 “119는 소방이 움직인다. 이렇게 잘 돼 있는 조직임에도 행정관료들은 이 조직을 인정치 않고 있다. 재난현장에서 만큼은 일사불란하게 움직일 수 있는 조직인 소방이 필요하다. 독립소방청이 필요하다는 것”이라고 주장했다.
2014년 7월 30일 안전정보에 따르면 백동현 (사)한국화재소방학회장이 인터뷰에서 “출동시스템에 있어 일원화된 지휘구조와 성역 없는 협력체계를 갖추고 있는 우리의 소방시스템을 선진국들도 놀랍게 생각하고 있다”며 “소방조직은 일원화된 지휘체계를 갖도록 소방청으로 독립 조직화해야 한다”고 밝혔다.
2014년 10월 22일 새누리당 정부조직법 개정 태스크포스와 안전행정부는 국회에서 조찬을 겸한 협의회를 열어 가칭 국가안전처를 신설하고 독립기구인 해양경찰청과 소방방재청을 폐지해 국가안전처 산하로 흡수하는 내용으로 안전행정부가 성안한 정부조직법 개정안 원안을 대부분 유지하기로 의견을 모았다고 새누리당 윤영석 원내대변인이 전했다.
그러나 새정치민주연합은 해양경찰청과 소방방재청을 모두 외청으로 존속시키고 소방직 공무원의 국가직 전환 문제도 함께 다루자는 방침이어서 앞으로 여야 협상 과정에 진통이 불가피할 전망이다.
2014년 10월 28일 국회 운영위원회 소회의실에서 여야 양당이 해양경찰청·소방방재청 관계자 등이 참여한 가운데 정부조직법 TF 2차 회의가 열렸다. 여야 양측은 해양경찰청과 소방방재청을 국가안전처 산하 해양안전본부, 소방방재본부를 전환한다는 정부조직법 개정안(정부안)에 이견을 보이고 있다. 새정치민주연합은 국가안전처의 위상을 처가 아닌 부로 격상하고 해양경찰청과 소방방재청을 독립 외청으로 존치해야 한다고 주장하고 있다. 한편, 회의 도중 여야 양당 원내대표 주례회동 참석을 위해 회의장을 빠져나온 새정치민주연합 안규백 원내수석부대표는 "해양경찰청은 자기 목소리를 주장하는데 소방방재청은 준비가 안 돼있다"며 회의 분위기를 전했다.
2014년 10월 29일 대한응급구조사협회와 전국응급구조과교수협의회, 한국응급구조학회는 소방공무원을 국가직으로 전환하고 소방방재청은 소방청으로 독립돼야 한다는 건의문을 국회에 제출했다. 이들은 “정부조직개편안이 담고 있는 소방방재청과 해양경찰청 폐지 및 국무총리 산하 국가안전처 신설은 직렬 간 갈등의 요인이 잠재돼 있다”며 “소방조직은 현장 중심의 독립된 조직으로 운영돼야만 소방역량을 강화할 수 있으므로 소방청은 국가안전처의 외청으로 독립하고 현재 시도소방본부는 지방소방청으로 개편해야 한다”고 했다.
2014년 10월 31일 여야가 이른바 '세월호 3법'으로 불리는 세월호특별법 제정안·정부조직법 개정안·범죄수익은닉규제처벌법 제정안의 내용과 관련한 여야 협상이 마침내 최종 합의안을 도출했다. 여야는 정부조직법 개정안과 관련, 재난안전 총괄부처로 국무총리 직속의 '국민안전처'를 신설하는 정부 원안을 따르기로 의견을 모았으며 국민안전처장은 장관급으로 하기로 했다. 다만 정부안의 '국가안전처'가 '국민안전처'로 변경됐다. 또 해양경찰청과 소방방재청도 정부 원안대로 폐지해 국민안전처 산하의 해양경비안전본부, 중앙소방본부로 전환하기로 했다. 다만 새정치민주연합의 요구도 반영해 해양경비안전본부와 중앙소방본부가 인사와 예산의 독립성·독자성을 유지하기로 했다. 사실상 외청으로서의 외형만 없애고 국민안전처 산하로 흡수 통합하되, 그 기능과 조직은 상당 부분 유지되는 셈이다.

## 같이 보기
- 소방방재청장, 소방방재청 차장
- 대한민국의 소방, 소방발전협의회, 소방관
- 소방본부, 소방서, 119매거진
- 대한민국 경찰청, 대한민국 민방위대(ROKCDC), 대한민국 국군
- 미국 연방재난관리청
- 내정부소방서